# Jaime Quesada
Jaime Quesada Chavarría (Barcelona, Cataluña, España, 21 de septiembre de 1971) es un exfutbolista español. Jugaba de defensa lateral derecho. En 2014 se incorporó a la secretaría técnica del Betis.

## Trayectoria
| Club                          | País   | Año     |
| ----------------------------- | ------ | ------- |
| Centre d'Esports L'Hospitalet | España | 1990-92 |
| UE Lleida                     | España | 1992-94 |
| Real Betis Balompié           | España | 1994-99 |
| UD Las Palmas                 | España | 1999-00 |
| Recreativo de Huelva          | España | 2000-01 |
| UD Las Palmas                 | España | 2001-02 |
| Cultural Leonesa              | España | 2002-03 |